# ADwin

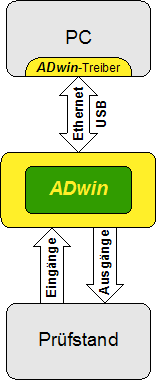
Das ADwin-Konzept

ADwin ist der Produktname der südhessischen Firma Jäger Messtechnik für einen eigenständigen Echtzeit-Rechner inklusive Software und Datenanbindung an den PC. In Deutschland und den Vereinigten Staaten ist ADwin als Markenname eingetragen. Der Name ADwin steht für die Verbindung von Analoger und Digitaler Datenverarbeitung unter Microsoft Windows. Das System aus Hard- und Software wird in der Regelungs-, Mess- und Automatisierungstechnik eingesetzt.

## Eigenschaften
Durch die Entwicklung des Multitasking bei PCs mit dem Betriebssystem Microsoft Windows Anfang der 1990er Jahre konnten diese die Anforderungen bezüglich Echtzeit-Umsetzung bei Mess- und Regelprozessen nicht mehr erfüllen (siehe Umsetzung von Echtzeitanforderungen). Die Jäger Messtechnik erkannte diese Lücke und entwickelte das ADwin-Konzept mit folgenden Eigenschaften:
- Einfache Programmierung von Mess- und Regelprozessen in der Sprache ADbasic.
- Kurze Reaktionszeiten auf Triggersignale bis herab zu 300 ns.
- Einhaltung von harter Echtzeit im Bereich bis zu einigen Megahertz.
- Schneller Datenaustausch zwischen PC-Anwendungen und ADwin-Hardware ohne Einschränkung der übrigen Betriebseigenschaften.
- Hardware-Schnittstellen für analoge und digitale Signale sowie serielle Busse.

## Einsatzbereiche
ADwin ist weit verbreitet in der Industrie (Automobiltechnik, Prüfstandstechnik) und im Hochschulbereich, vor allem im deutschsprachigen Raum. An Hochschulen sind einige Anwendungen im Rahmen naturwissenschaftlicher Arbeiten (Physik, Maschinenbau) dokumentiert. In der Industrie sind – vermeintlich zur Bewahrung des Firmen-Know Hows – nur wenige Anwendungen öffentlich belegt; einige Ingenieurbüros bieten jedoch Dienstleistungen im Zusammenhang mit ADwin an.

## Komponenten
Ein ADwin-System umfasst folgende Komponenten:
- Die Hardware:
  - Ein zentraler Signalprozessor (Sharc-DSP von Analog Devices) für schnelle Datenverarbeitung.
  - Ein TiCo-Zusatzprozessor (TiCo für Timing Controller), optimiert für schnelle Reaktionszeiten und exaktes Timing im Bereich weniger Nanosekunden; der Zusatzprozessor übernimmt eigenständige Aufgaben oder arbeitet dem Signalprozessor zu. Der „TiCo-Prozessor“ steht nur in manchen Geräten zur Verfügung.
  - Schnittstellen für Datensignale: analoge und digitale Ein- und Ausgänge, serielle Schnittstellen (z. B. RSxxx, CAN-Bus, FlexRay).
- Das Echtzeitbetriebssystem (auf der ADwin-Hardware), verwaltet die vom Benutzer geschriebenen Prozesse und sichert kurze Reaktionszeiten.
- Das Software-Paket, bestehend aus
  - Programmiersprache ADbasic, mit Compiler und Entwicklungsumgebung.
  - Treiber für den Datenaustausch zwischen ADwin-Hardware und PC über Ethernet oder USB.
  - Software-Schnittstellen für viele Programmiersprachen und Programmpakete unter Windows, Linux, Mac OS X und betriebssystemunabhängig unter Java.
  - Außerdem können Simulink-Modelle in C-Programmbibliotheken exportiert und in die Software integriert werden.

Die ersten Hardware-Bausteine hießen ADwin-card und basierten auf Transputer-Prozessoren. Aktuell (Stand Januar 2020) sind folgende ADwin-Geräte verfügbar:
| ADwin-Gold ADwin-Gold II | Kompaktgerät auch für den mobilen Einsatz. |
| ADwin-X-A20              | Modul für Anwendungen in Serienprodukten.  |
| ADwin-light-16           | zum Einbau in den PC.                      |
| ADwin-Pro ADwin-Pro II   | Modulares System im 19 Zoll-Gehäuse.       |